# Earthquake (DJ Fresh & Diplo)
Earthquake is een nummer van de Britse DJ Fresh en de Amerikaanse Diplo uit 2013.
Het nummer bevat een sample uit "Teach Me How to Dougie" van de hiphopgroep Cali Swag District. "Earthquake" werd een grote hit in het Verenigd Koninkrijk, waar het de 4e positie bereikte. In Nederland deed de plaat niets in de hitlijsten, terwijl het in de Vlaamse Ultratop 50 een bescheiden 21e positie bereikte.
Een bewerkte versie van het nummer is te horen in de film Kick-Ass 2.

## Tracklijst
- Muziekdownload

1. "Earthquake" (edit) - 3:09
2. "Earthquake" (TC remix) - 3:47
3. "Earthquake" (Vato Gonzalez & Jaguar Skills remix) - 4:23
4. "Earthquake" (Delta Heavy remix) - 3:52
5. "Earthquake" (Astonomar remix) - 3:36
6. "Earthquake" (The Golden Boy remix) - 5:53
7. "Earthquake" (WestFunk & Steve Smart Club Mix) - 4:22